# Amyema gravis
Amyema gravis är en tvåhjärtbladig växtart som beskrevs av Danser. Amyema gravis ingår i släktet Amyema och familjen Loranthaceae. Inga underarter finns listade i Catalogue of Life.